# Symphysa discalis
Symphysa discalis là một loài bướm đêm trong họ Crambidae.